# Chavençon
Chavençon és un municipi francès, situat al departament de l'Oise i a la regió dels Alts de França. L'any 2007 tenia 134 habitants.

## Demografia

### Població
El 2007 la població de fet de Chavençon era de 134 persones. Hi havia 52 famílies de les quals 12 eren unipersonals (8 homes vivint sols i 4 dones vivint soles), 16 parelles sense fills, 16 parelles amb fills i 8 famílies monoparentals amb fills.
La població ha evolucionat segons el següent gràfic:
Habitants censats

### Habitatges
El 2007 hi havia 77 habitatges, 52 eren l'habitatge principal de la família i 25 eren segones residències. 73 eren cases i 4 eren apartaments. Dels 52 habitatges principals, 38 estaven ocupats pels seus propietaris, 10 estaven llogats i ocupats pels llogaters i 3 estaven cedits a títol gratuït; 5 tenien dues cambres, 11 en tenien tres, 9 en tenien quatre i 26 en tenien cinc o més. 44 habitatges disposaven pel capbaix d'una plaça de pàrquing. A 19 habitatges hi havia un automòbil i a 27 n'hi havia dos o més.

### Piràmide de població
La piràmide de població per edats i sexe el 2009 era:
| Homes | Edats   | Dones |
| ----- | ------- | ----- |
| 0     | 95 o +  | 0     |
| 0     | 90 a 94 | 0     |
| 0     | 85 a 89 | 1     |
| 0     | 80 a 84 | 2     |
| 0     | 75 a 79 | 1     |
| 2     | 70 a 74 | 0     |
| 1     | 65 a 69 | 3     |
| 2     | 60 a 64 | 2     |
| 5     | 55 a 59 | 3     |
| 6     | 50 a 54 | 7     |
| 5     | 45 a 49 | 3     |
| 5     | 40 a 44 | 5     |
| 5     | 35 a 39 | 4     |
| 3     | 30 a 34 | 6     |
| 0     | 25 a 29 | 5     |
| 5     | 20 a 24 | 1     |
| 3     | 15 a 19 | 1     |
| 6     | 10 a 14 | 3     |
| 6     | 5 a 9   | 5     |
| 4     | 0 a 4   | 4     |

## Economia
El 2007 la població en edat de treballar era de 96 persones, 65 eren actives i 31 eren inactives. De les 65 persones actives 59 estaven ocupades (33 homes i 26 dones) i 6 estaven aturades (4 homes i 2 dones). De les 31 persones inactives 14 estaven jubilades, 11 estaven estudiant i 6 estaven classificades com a «altres inactius».

### Ingressos
El 2009 a Chavençon hi havia 53 unitats fiscals que integraven 142 persones, la mediana anual d'ingressos fiscals per persona era de 23.151 €.

### Activitats econòmiques
Dels 4 establiments que hi havia el 2007, 1 era d'una empresa de comerç i reparació d'automòbils, 1 d'una empresa d'informació i comunicació, 1 d'una empresa financera i 1 d'una empresa immobiliària.

## Poblacions més properes
El següent diagrama mostra les poblacions més properes.